# Tramwaje w Kłajpedzie
Tramwaje w Kłajpedzie (lit. Klaipėdos tramvajus) − zlikwidowany system komunikacji tramwajowej w Kłajpedzie na Litwie, działający w latach 1904–1934.
Tramwaje w Kłajpedzie uruchomiono 18 sierpnia 1904 jako tramwaje wąskotorowe (1000 mm). Od początku były to tramwaje elektryczne. Po rozbudowie w grudniu 1904 sieć tramwajowa osiągnęła długość 12 km. W mieście działały wówczas 2 linie:
- 1: dworzec kolejowy (Bahnhof) – Börse – Königliche Schmelz
- 2: Börse – Strandvilla

Ostatecznie tramwaje zlikwidowano w październiku 1934 i zastąpiono autobusami. Tramwajami zarządzała spółka Memeler Kleinbahn AG.